# Eparchia szepetowska

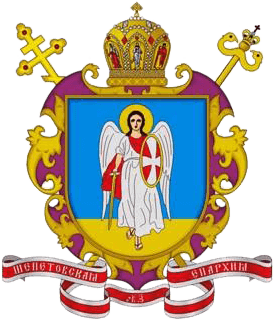
Herb eparchii

Eparchia szepetowska na tle podziału administracyjnego UKP PM

Eparchia szepetowska – jedna z eparchii Ukraińskiego Kościoła Prawosławnego Patriarchatu Moskiewskiego. Jej obecnym biskupem ordynariuszem jest arcybiskup szepetowski i sławucki Euzebiusz (Dudka), zaś funkcje katedry pełni sobór św. Michała Archanioła w Szepetówce.
Eparchia została utworzona 31 maja 2007 poprzez wydzielenie z terytorium eparchii chmielnickiej. W jej jurysdykcji znalazły się wówczas miasto wydzielone Niecieszyn oraz rejony: połoński, sławucki, biłohirski, teofipolski, szepetowski oraz zasławski. Biskup ordynariusz eparchii nosi tytuł biskupa szepetowskiego i sławuckiego. 
W momencie utworzenia eparchia liczyła 174 parafie, w których pracowało 117 kapłanów. Na jej terytorium działają ponadto trzy klasztory:
- monaster Narodzenia Matki Bożej w Horodyszczu, męski
- monaster św. Aleksandra Newskiego w Czernijewce, żeński
- monaster św. Anny w Sławucie, żeński

## Biskupi szepetowscy
- Nikodem (Horenko), 2007
- Włodzimierz (Melnyk), 2007–2011[6]
- Dionizy (Konstantinow), 2011–2014[7]
- Pantelejmon (Łuhowy), 2014[8]–2016[9]
- Euzebiusz (Dudka), od 2016[9]